# Hippopodina
Hippopodina is een geslacht van mosdiertjes uit de  familie van de Hippopodinidae. De wetenschappelijke naam ervan werd in 1909 voor het eerst geldig gepubliceerd door Levinsen.

## Soorten
- Hippopodina adunca Tilbrook, 2006
- Hippopodina ambita (Hayward, 1974)
- Hippopodina bernardi Lagaaij, 1963
- Hippopodina bilamellata Gontar, 1993
- Hippopodina californica Osburn, 1952
- Hippopodina feegeensis (Busk, 1884)
- Hippopodina iririkiensis Tilbrook, 1999
- Hippopodina irregularis Osburn, 1940
- Hippopodina pectoralis Harmer, 1957
- Hippopodina pulcherrima (Canu & Bassler, 1928)
- Hippopodina tahitiensis (Leca & d'Hondt, 1993)